# The Legacy of Luna
The Legacy of Luna (The legacy of Luna: the story of a tree, a woman, and the struggle to save the redwoods) é um livro de biografia escrito por Julia Butterfly Hill. Fala sobre as suas experiências de proteger uma árvore chamada Luna, no final de 1990. O livro foi publicado pela editora HarperCollins Publishers Inc. em 2000.

## Filme
Uma adaptação a filme de The Legacy of Luna chamado Luna está agendado para ser lançado em 2010, dirigido por Deepa Mehta. Rachel Weisz é esperada estrear como Hill e tem estado a trabalhar activamente para o desenvolvimento do projecto.